# Zähnungsschlüssel

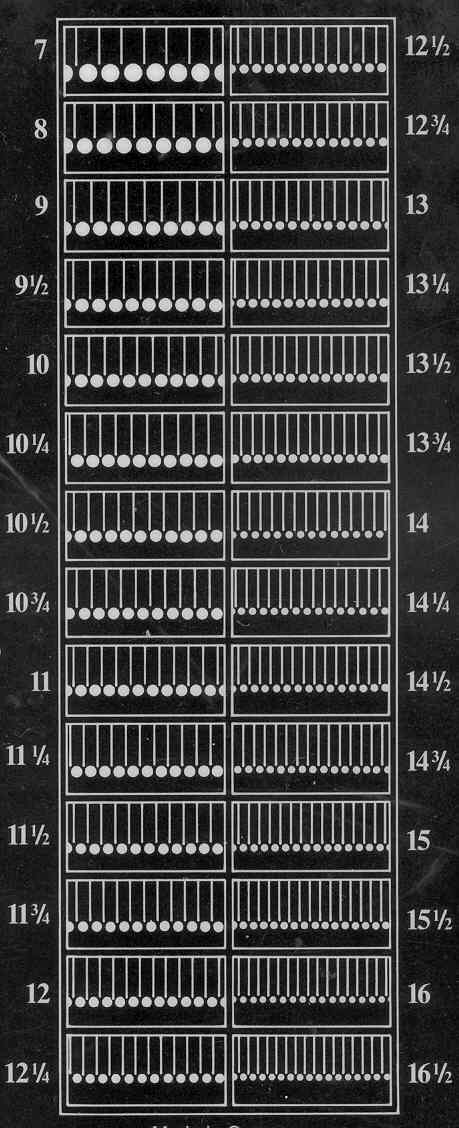
Ein Zähnungsschlüssel aus Kunststoff

Mithilfe eines Zähnungsschlüssels kann man die Zähnung einer Briefmarke bestimmen. Er gehört zu den wichtigsten Hilfsmitteln für Philatelisten.

## Optische Hilfsmittel
Ein solcher Zähnungsschlüssel besteht aus Pappe, mit Kunststoff laminiertem, bedrucktem Papier oder Metall. Auf ihm sind die wichtigsten Zähnungen von Briefmarken eingezeichnet. Bei Zähnungsgrad 10 beispielsweise befindet sich alle 2 mm ein Abstandsstrich. Dies entspricht dann 10 Zahnspitzen sowie 10 Löchern auf einer Länge von 2 cm. Ein guter Zähnungsschlüssel besitzt zudem auch Unterteilungen, die dann als Zähnungen mit Brüchen (z. B. 12¼) angegeben sind. Die Abstandsstriche sind meist weiß auf schwarzem Hintergrund, da so das passende Maß einfacher zu erkennen ist (Die Zähne von Briefmarken sind meist weiß und heben sich von einem schwarzen Hintergrund viel besser ab).
Um die Zähnung einer Marke festzustellen, schiebt man die Briefmarke auf den einzelnen Skalen des Zähnungsschlüssels so lange hin und her, bis die einzelnen Zahnspitzen exakt auf die Abstandsstriche passen bzw. alle Zähnungslöcher deckungsgleich mit den eingezeichneten „Löchern“ sind.
Zähnungsschlüssel aus Pappe werden heute fast nicht mehr verwendet, da sie zu leicht beschädigt werden können.

## Mechanisch-optische Hilfsmittel

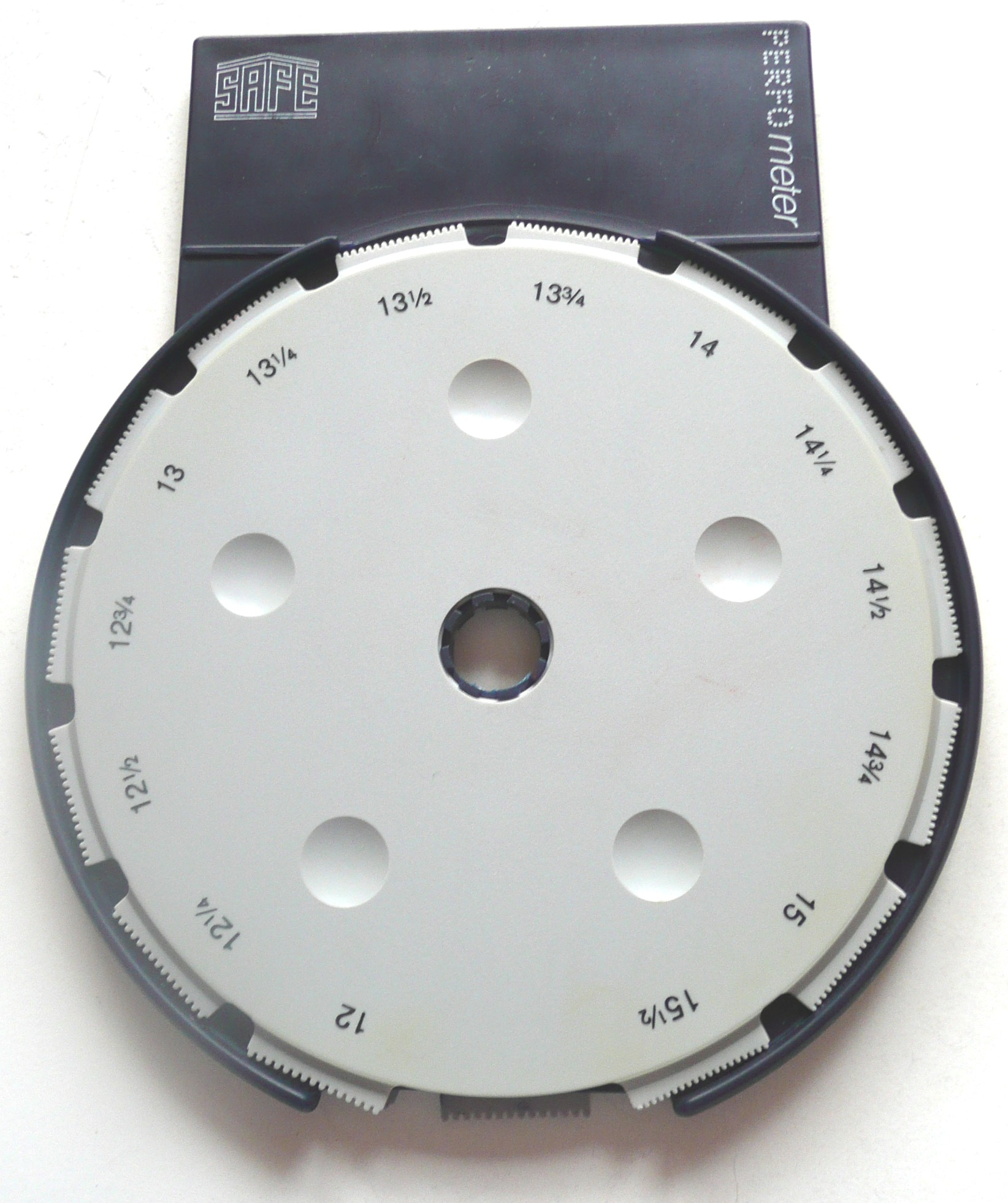
Zähnungsschlüssel „Perfometer“ der Fa. SAFE

Solche Zähnungsschlüssel bestehen entweder aus Kunststoff oder aus Metall, wobei die wichtigsten Zähnungsgrade als kleine Kämme ausgeformt sind. Bei einem solchen Messgerät ist es nicht nur möglich, durch Verschiebung der Marken eine rein optische Kontrolle durchzuführen; es gestattet auch eine mechanische Überprüfung, indem man die Marke gegen die Zähne dieser Kämme schiebt. Liegt die Marke überall am Kamm an, hat man die korrekte Zähnung ermittelt.
Bei der Benutzung eines solchen Zähnungsschlüssels ist jedoch gerade bei der mechanischen Überprüfung besondere Sorgfalt erforderlich, da bei einem nicht passenden Zähnungskamm die Marken beschädigt werden können.

## Elektronische Messgeräte

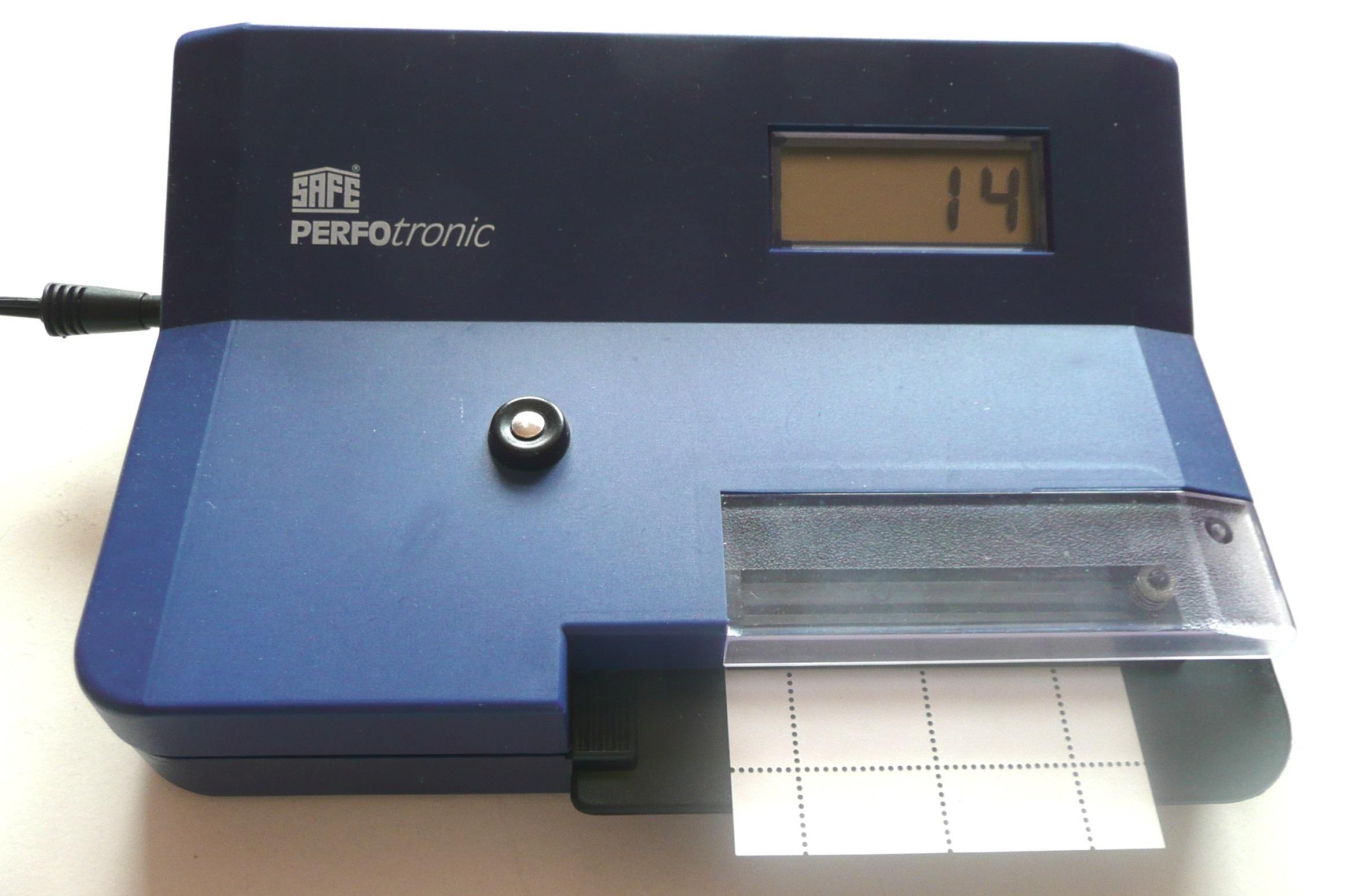
Elektronischer Zähnungsmesser „Perfotronic“ der Fa. SAFE

Elektronischer Zähnungsmesser ist die Bezeichnung für ein elektronisches Messgerät, mit dem Philatelisten die Zähnung von Briefmarken auf automatisierte Weise ermitteln können. Unter dem eingetragenen Markennamen „Perfotronic“ vertreibt ein solches die Firma SAFE Schwäbische Albumfabrik GmbH & Co.KG.

### Messung
Die zu messende Briefmarke wird an eine Messschiene angelegt und mit einer transparenten Positionierhilfe fixiert. Nach dem Starten der Messung durch Berühren eines Sensorschalters fährt motorgetrieben eine Lichtschranke an der Schiene entlang. Die Hell- / Dunkelwechsel, die durch die Zähnung der angelegten Briefmarke entstehen, werden verstärkt und von einem Mikroprozessor ausgewertet. Das Ergebnis wird auf die in den Katalogen angegebenen Viertelwerte gerundet und nach dem Ende der Messung auf einem Display angezeigt, beim Modell „Perfotronic 2“ kann das Ergebnis auf 1/10 oder 1/100 eingestellt werden. Ein Messvorgang dauert ca. 5 Sekunden.

### Vor- und Nachteile
Der größte Vorteil des elektronischen Zähnungsmessers ist die Geschwindigkeit sowie die Reproduzierbarkeit der Messungen. Bei einer Marke mit grenzwertiger Zähnung (11 oder 11¼?) ermittelt das Gerät immer das gleiche Ergebnis. Auch wenn die Zähnung bei einer größeren Menge von Briefmarken bestimmt werden muss, ist der elektronische Zähnungsmesser überlegen. Der hohe Listenpreis des Herstellers macht das Gerät nur für Spezialsammler oder Sammlervereine interessant und erschwinglich. Das Gerät ist abhängig von einer Steckdose, ein Batteriebetrieb ist nicht vorgesehen. Damit ist der elektronische Zähnungsmesser für den Besuch von Messen, Tauschveranstaltungen o. ä. meistens ungeeignet.

## Computergestützte Messgeräte
Von verschiedenen Herstellern gibt es Computer-Programme, meist jedoch nur zusammen mit einem via USB anschließbaren Mikroskop. Diese optischen Erfassungsgeräte sind mit den Programmen in der Lage, die Zähnung mit sehr großer Genauigkeit zu messen; außerdem können auch andere Eigenschaften von Briefmarken (z. B. Farben) bestimmt werden. Der Nachteil dieser Methode liegt in einer aufwendigen Kalibrierung, die in regelmäßigen Abständen wiederholt werden sollte.